# Émile Lemoine
Émile Michel Hyacinthe Lemoine (Quimper, 22 de novembro de 1840 — Paris, 21 de fevereiro de 1912) foi um engenheiro civil, matemático e geômetra francês. Foi educado em várias instituições, incluindo o Prytanée National Militaire e, principalmente, a École Polytechnique. Lemoine ensinou como professor particular por um curto período depois de se formar na última escola.
Lemoine é mais conhecido por sua prova da existência do ponto Lemoine (ou ponto simmediano) de um triângulo. Outro trabalho matemático inclui um sistema que ele chamou de Géométrographie e um método que relacionava expressões algébricas a objetos geométricos. Ele foi chamado co-fundador da geometria moderna do triângulo , pois muitas de suas características estão presentes em seu trabalho.
Durante a maior parte de sua vida, Lemoine foi professor de matemática na École Polytechnique. Nos anos seguintes, trabalhou como engenheiro civil em Paris e também se interessou por música de modo amador. Publicou vários trabalhos sobre matemática, a maioria dos quais estão incluídos em uma seção de catorze páginas no College Geometry do Nathan Altshiller Court. Além disso, ele fundou uma revista matemática intitulada L'Intermédiaire des Mathématiciens.

## Papel na geometria moderna do triângulo
Lemoine foi descrito por Nathan Altshiller Court como co-fundador (junto com Henri Brocard e Joseph Neuberg) da geometria moderna do triângulo, um termo usado por William Gallatly, entre outros. Nesse contexto, "moderna" é usado para se referir à geometria desenvolvida a partir do final do século XVIII em diante. Essa geometria se baseia na abstração de figuras no plano, e não nos métodos analíticos usados anteriormente, envolvendo medidas de ângulo e distâncias específicas. A geometria se concentra em tópicos como colinearidade, simultaneidade e conciclicidade, pois eles não envolvem as medidas listadas anteriormente.
O trabalho de Lemoine definiu muitos dos traços notáveis desse movimento. Sua geometria e relação de equações com tetraedros e triângulos, bem como seu estudo de simultaneidades e conciclidades, contribuíram para a geometria moderna do triângulo da época. A definição de pontos do triângulo, como o ponto Lemoine, também era um aspecto importante da geometria, e outros geômetras modernos do triângulo, como Brocard e Gaston Tarry, escreveram sobre pontos semelhantes.